# Don Quintín el amargao
Don Quintín el amargao és una pel·lícula dramàtica espanyola en blanc i negre del 1935 dirigida per Lluís Marquina i Pichot amb un guió basat en l'obra de teatre homònima de Carlos Arniches adaptat per Eduardo Ugarte i Luis Buñuel. Foou estrenada al Palacio de la Música de Madrid el 3 d'octubre de 1935.

## Sinopsi
Quintín és un gelós patològic que expulsa de casa a la seva esposa embarassada Felisa perquè creu infundadament que li ha estat infidel. Felisa es veu obligada a aixoplugar-se a una casa de caritat per donar a llum i sobreviu demanant caritat. Deixa la seva filla nounata Teresa a la porta de la casa de Quintín per estovar el seu cor, però ell la dona a uns pagesos. Amb els anys acaba força amargat però es nega a creure la innocència de Felisa ni a reconèixer Teresa, però finalment acaba buscant-la per posar fi a la seva amargura.

## Repartiment
- Ana María Custodio : Teresa
- Alfonso Muñoz : Don Quintín
- Luisita Esteso : Felisa
- Fernando Granada : Paco
- Luis Heredia : Angelito
- José Alfayate : Sefiní
- José Marco Davó : Nicasio
- Manuel Arbó : Crótido
- Porfiria Sanchíz : María
- Consuelo de Nieva : Margot
- Jacinto Higueras : Saluqui
- Manuel Vico : Jefe de sala
- María Anaya : Tía de Paco
- Fernando Freyre de Andrade : El Risitas
- Rosina Mendía : Monja
- Isabel Pérez Urcola : Niña con botella

## Producció
Luis Buñuel també va actuar com a productor de la pel·lícula aportant 150,000 pessetes manllevades a la seva mare. Va resultar un gran èxit comercial de la seva productora Filmófono. El mateix Buñuel en va fer un remake el 1951 titulat La hija del engaño.